# شوخی بصری

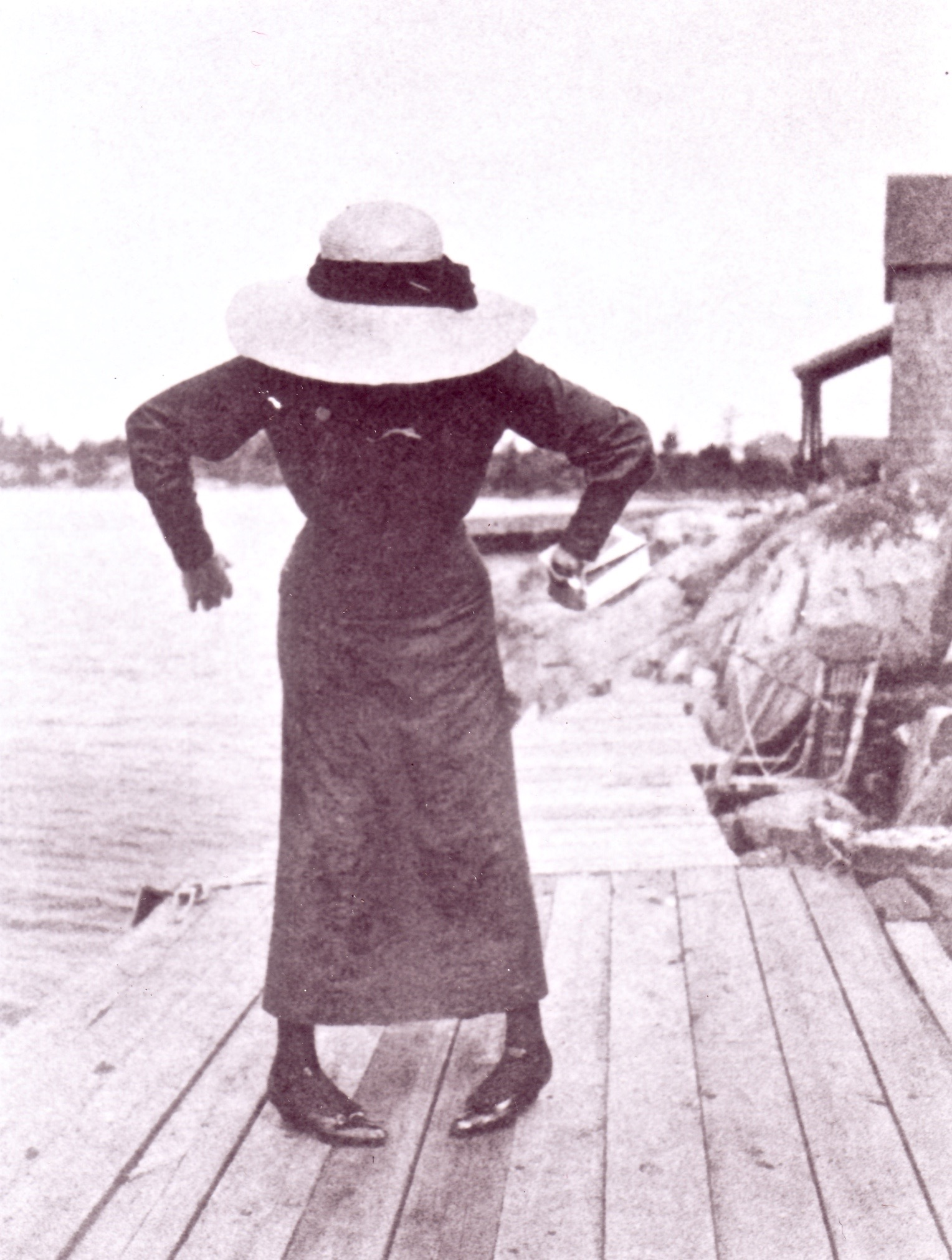
شوخی بصری
زن در ژست خنده دار

در کمدی، شوخی بصری (انگلیسی: Visual gag) به چیزی گفته می‌شود که بدون استفاده از کلمات طنز خود را بیان کند. شوخی‌های بصری می‌تواند شامل غیرممکن‌های فیزیکی یا اتفاق‌های غیرمنتظره باشند. این طنز به خاطر تفسیر متناقض از وقایع در حال روی دادن ایجاد می‌شود. از شوخی‌های بصری در شعبده‌بازی، تئاتر، سینما، و تلویزیون استفاده می‌گردد.